# Maaslandse Pijl
Maaslandse Pijl (ou Flèche Mosane) est une course cycliste belge, disputée de 1965 à 1986 à Kotem-Boorsem, sections de la commune de Maasmechelen située en Région flamande dans la province de Limbourg.

## Palmarès
| Année | Vainqueur              | Deuxième            | Troisième              |
| ----- | ---------------------- | ------------------- | ---------------------- |
| 1965  | Etienne Vercauteren    | Gilbert Maes        | Rik Van Looy           |
| 1966  | Walter Godefroot       | Jan Boonen          | Michel Jacquemin       |
| 1967  | Walter Godefroot       | Leo Knops (nl)      | Roger Swerts           |
| 1968  | Winfried Bölke         | Michael Wright      | Pieter Nassen          |
| 1969  | René De Bie (nl)       | Jan Boonen          | Winfried Bölke         |
| 1970  | Valère Van Sweevelt    | Jos van der Vleuten | René De Bie (nl)       |
| 1971  | Herman Vanspringel     | Raymond Steegmans   | Jozef Van Beers        |
| 1972  | Leo Duyndam            | Harrie Jansen       | Gustaaf Van Roosbroeck |
| 1973  | Patrick Sercu          | Frans Verhaegen     | Jozef Van Beers        |
| 1974  | Frans Verhaegen        | Eddy Verstraeten    | Alfons De Bal          |
| 1975  | Gustaaf Van Roosbroeck | Andre Verbraeken    | Jan van Katwijk        |
| 1976  | Jos Gysemans           | Jan Aling (nl)      | Eddy Verstraeten       |
| 1977  | Patrick Lefevere       | Rik Van Linden      | Frank Arijs            |
| 1978  | Wilfried Reybrouck     | Alfons van Katwijk  | Karl-Heinz Bohnen      |
| 1979  | Willy Govaerts (de)    | Emiel Gysemans      | Eddy Vanhaerens        |
| 1980  | Fedor den Hertog       | Willy Scheers       | Johnny De Nul (nl)     |
| 1981  | Emiel Gysemans         | Léo Van Thielen     | Jean-Marie Wampers     |
| 1982  | Dirk Heirweg           | Louis Luyten (nl)   | Klaus-Peter Thaler     |
| 1983  | Nico Emonds            | Willy Teirlinck     | Jos Gysemans           |
| 1984  | Jos Op 't Eyndt        | Johan Louwet        | Danny Van Baelen       |
| 1985  | Jos Op 't Eyndt        | Ad Wijnands         | Bert Van Ende          |
| 1986  | Jos Op 't Eyndt        | Roger Ilegems       | Luc Govaerts           |